# Silhouettefahrzeug

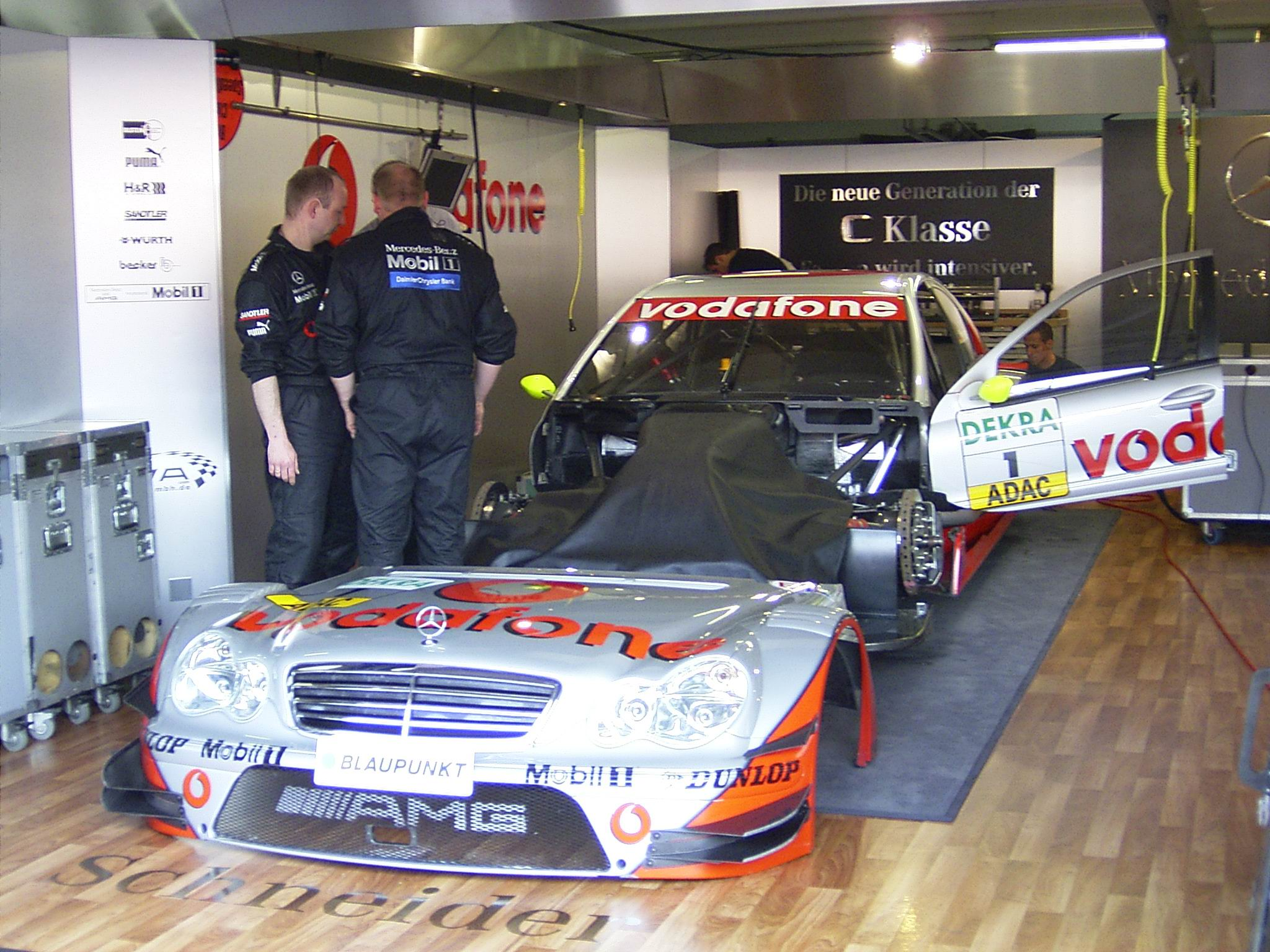
DTM-Fahrzeug von 2004 mit teilweise entfernter Karosserie.

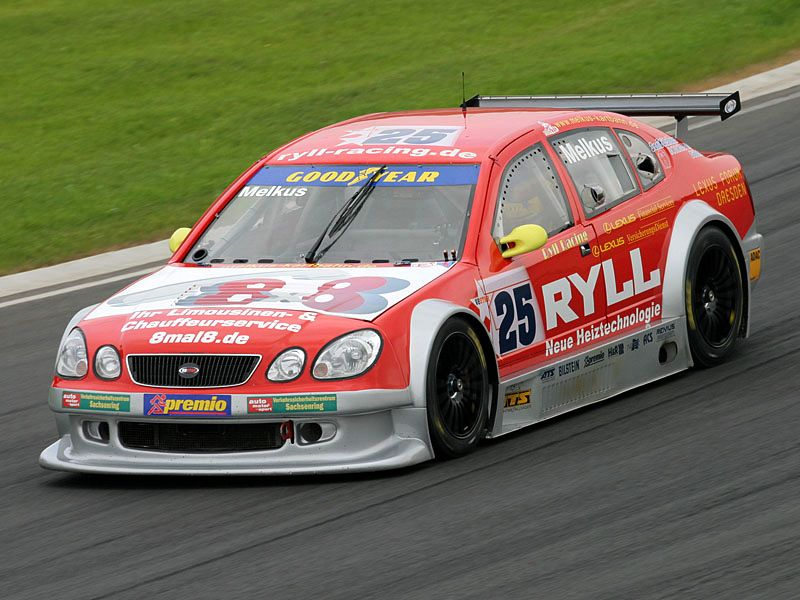
Fahrzeug der V8-Star-Serie mit Lexus-Hülle

Silhouettefahrzeuge sind Motorsport-Prototypen, die aus einem Chassis mit einer aufgesetzten Karosserie, meist aus Kunststoff, bestehen und äußerlich einem Großserienfahrzeug ähneln. Bekannte Rennsportserien sind hier zum Beispiel die NASCAR aus den USA, die Fahrzeuge der Trophée Andros in Frankreich oder auch die DTM (von 2000 bis 2020). 
Um ein „Wettrüsten“ der einzelnen Rennställe zu vermeiden und die Kosten gering zu halten, wurden in einigen Motorsportserien standardisierte und stark reglementierte Fahrzeuge eingeführt. Sowohl die amerikanischen Stockcars der NASCAR, als auch die Rennprototypen der DTM, müssen nur noch äußere Merkmale mit den Autos der Serienproduktion gemeinsam haben. Dadurch wurde es möglich, Einheitsteile für alle Hersteller vorzuschreiben, um die Kosten niedrig zu halten. So sind viele Teile wie Getriebe, Bremsen oder Reifen für alle gleich. Die einzelnen Hersteller sparen Entwicklungskosten und die Rennen sind spannend, weil die Wagen technisch gleichwertig sind.
In Europa konsequent umgesetzt wurde dies in der von 2001 bis 2003 veranstalteten deutschen V8-Star-Serie. Die V8-Star war nicht herstellergebunden. Alle Fahrzeuge hatten einen Gitterrohrrahmen mit einem aus den USA importierten 5,7-Liter-V8-Motor mit rund 365 kW (500 PS) (2001: 330 kW (450 PS)) und 600 Nm maximalen Drehmoment, der seine Kraft über ein sequenzielles Sechsgang-Getriebe abgab. Elektronische Fahrhilfen waren verboten. Die Fahrer saßen in einem Monocoque, das technisch denen von Formelfahrzeugen glich. Zusätzlich waren in den Fahrzeugen noch CFK-Crashboxen eingebaut.